# 西菱刈駅
西菱刈駅（にしひしかりえき）は、かつて鹿児島県伊佐郡菱刈町下手（現・伊佐市菱刈下手）739番地に設置されていた、九州旅客鉄道（JR九州）山野線の駅（廃駅）である。山野線の廃止に伴い、1988年（昭和63年）2月1日に廃駅となった。

## 歴史
- 1938年（昭和13年）3月25日：有人駅として開業[1]。
- 1948年（昭和23年）8月1日：小手荷物の取扱開始[3]。
- 1957年（昭和32年）10月1日：荷物扱い廃止[2]。無人化される。
- 1979年（昭和54年）：駅舎改築[4]。
- 1987年（昭和62年）4月1日：国鉄分割民営化により、JR九州に継承[2]。
- 1988年（昭和63年）2月1日：山野線の全線廃止に伴い、廃駅となる[2]。

## 駅構造
単式ホーム1面1線を有する地上駅であり、無人駅であった（開業時は有人駅）。当駅には駅舎は無かったが、ホーム上には待合所を併設していた（待合所の位置は栗野方面に向かって左側）。

## 廃止後の状況
駅跡地は一般道路となった。

## 隣の駅
九州旅客鉄道（JR九州）
山野線
薩摩大口駅 - 西菱刈駅 - 菱刈駅